# Procuratie
Procuratie (Prokurative) su tri povezane zgrade (Procuratie Vecchie, Procuratie Nuove i Procuratie ala Napoleonica) u obliku konjske potkove, na Trgu svetog Marka u Veneciji, Italija.
To su povijesne zgrade s uredima u kojima su radili Prokuratori svetog Marka, cijenjeni činovnici grada i Mletačke Republike.

## Povijest

### Procuratie Vecchie (Stare prokurative)
Najstarija od tri građevine, je renesansna građevina, duga 152 m na sjevernoj strani trga, koja se nastavlja na Torre dell'Orologio. Stare prokurative imaju dva kata, u prizemlju se nalazi lođa s arkadama (50 lukova koji su harmonično povezani s 100 prozora u gornje dvije etaže). Procuratie Vecchie izgrađene su 16. stoljeću, na mjestu starije građevine iste namjene iz 12. st. koja je izgorjela.
Tko je napravio projekt za tu uredsku zgradu, ne zna se pouzdano, u arhivima se spominju tri imena; Maura Codussia, Giovannia Celestra i Scarpagnina. Radovi su otpočeli 1517. godine, a vodili su ih arhitekti Guglielmo dei Grigi i Bartolomeo Bon, zgrada je dovršena 1538. godine, uz možebitnu asistenciju Jacopa Sansovina.

### Procuratie Nuove (Nove prokurative)
Procuratie Nuove, na južnoj strani trga, započeo je graditi 1586. godine Vincenzo Scamozzi u strogo klasičnom stilu. Radovi su prekinuti 1616. godine, nakon smrti Vincenza Scamozzija, a dovršio ih je Longhena 1640. godine. Zgrada je podignuta da poveća broj uredskih mjesta za važne venecijanske činovnike prokuratore.
Za vrijeme Kraljevine Italije zgrada je adaptirana za kraljevsku rezidenciju (Palazzo Reale). Danas se u gornjim katovima Novih prokurativa nalaze; Museo Correr, Museo del Risorgimento, Arheološki muzej, Uprava javnih grada Venecije i dio Biblioteke Marciane.
U arkadama Starih prokurativa (Procuratie Vecchie) i Novih prokurativa (Procuratie Nuove) nalaze se najpoznatije, najstarije i najskuplje venecijanske kavane: Gran Caffè Quadri, Caffè Florian, koji je otvorio svoja vrata 29. prosinca 1720., i Caffe Lavena (omiljeno mjesto Richarda Wagnera).
Obadvije prokurative su izvorno imala krila na zapadnoj strani trga, njih je razdvajala samo mala Crkva San Geminiano (Chiesa di San Geminiano).

### Ala Napoleonica (Napoleonove prokurative)
Prokurative su dobile oblik konjske potkove (ili obrnutog slova U) nakon što je Napoleon Bonaparte odlučio srušiti Crkvu San Geminiano, i tako dobiti prostor za nove prokurative, koje se zovu Ala Napoleonica, Napoleonsko krilo (ili Procuratie Nuovissime ili Fabbrica Nuova Crkva San Geminiano, bila je jedna od najstarijih u Veneciji, spominje se već od 6. stoljeću, obnovio ju je Jacopo Sansovino 1557., koji je u njoj i pokopan zajedno sa svojom djecom. 
Oko 1810. godine, krila prokrativa i crkva su porušene da se dobije teren za novu građevinu.
Izgradnja je povjerena Giuseppeu Mariu Soliu, koji se nije puno udaljio u svom projektu od stila starijih prokurativa. Na krovnom vijencu nalaze se kipovi 14 rimskih careva. U središtu zgrade nalazi se veliko ulazno stubište, s freskom na stropu (Neptunova slava, Sebastiana Santija). Unutra se nalazi Napoleonov salon Lorenza Santia (iz 1822.). 
U neoklasičnom interijeru Novih prokurativa, bila je rezidencija napoleonovog guvernera, zatim austrijskog guvernera, a potom je tu bila kraljevska rezidencija za Kraljevine Italije, i danas je to rezidencija predsjednika Talijanske Republike kad se on nalazi u Veneciji.
Zgrada, je dovršena 1814. godine, od 1922. godine u njoj se nalazi poznati Venecijanski Muzej Correr (Museo Correr).
- Venecijanske Procuratie poslužile su kao inspiracija za Splitske Prokurative na Trgu Republike u Splitu.

## Vanjske poveznice
- Portal muzeja Correr (tal.)